# Muriel Tramis
Muriel Tramis (Martinica, 1958) es una desarrolladora de videojuegos francesa originaria de Martinica. Es conocida como la primera desarrolladora de videojuegos afrodescendiente. Escribió y dirigió los videojuegos Méwilo, Freedom: Rebels in the Darkness, Emmanuelle, entre otros, durante su trabajo en Coktel Vision. Su trabajo resalta debido a su abordaje de temas raciales y sociales en un momento donde estos temas no eran tan comunes dentro de la industria. Muriel Tramis ha sido reconocida con la Legión de Honor por sus contribuciones a la industria de los videojuegos y a la representación femenina.

## Biografía
Nacida en Martinica en 1958, Tramis estudió hasta el bachillerato en la isla, posteriormente se mudó para ingresar al Institut supérieur d'électronique de Paris. Después de graduarse trabajó en la empresa aeroespacial militar Aérospatiale durante cinco años hasta que decidió cambiar de campo citando conflictos morales y creativos.
Tras abandonar su trabajo anterior se enfocó en estudiar mercadotecnia y comunicaciones hasta que en 1986 ingresó a Coktel Vision, una empresa desarrolladora de videojuegos francesa. Primero trabajó diseñando un anuncio como parte del equipo de mercadotecnia, y posteriormente con una propuesta de un videojuego sobre la historia colonial de las Antillas.

## Videojuegos
A continuación un listado de algunas de las obras de Tramis producidas durante su periodo en Coktel Vision:
| Título                          | Año de lanzamiento |
| ------------------------------- | ------------------ |
| Méwilo                          | 1987               |
| Freedom: Rebels in the Darkness | 1988               |
| Emanuelle                       | 1989               |
| Geisha                          | 1990               |
| Fascination                     | 1991               |